# Sunwolves

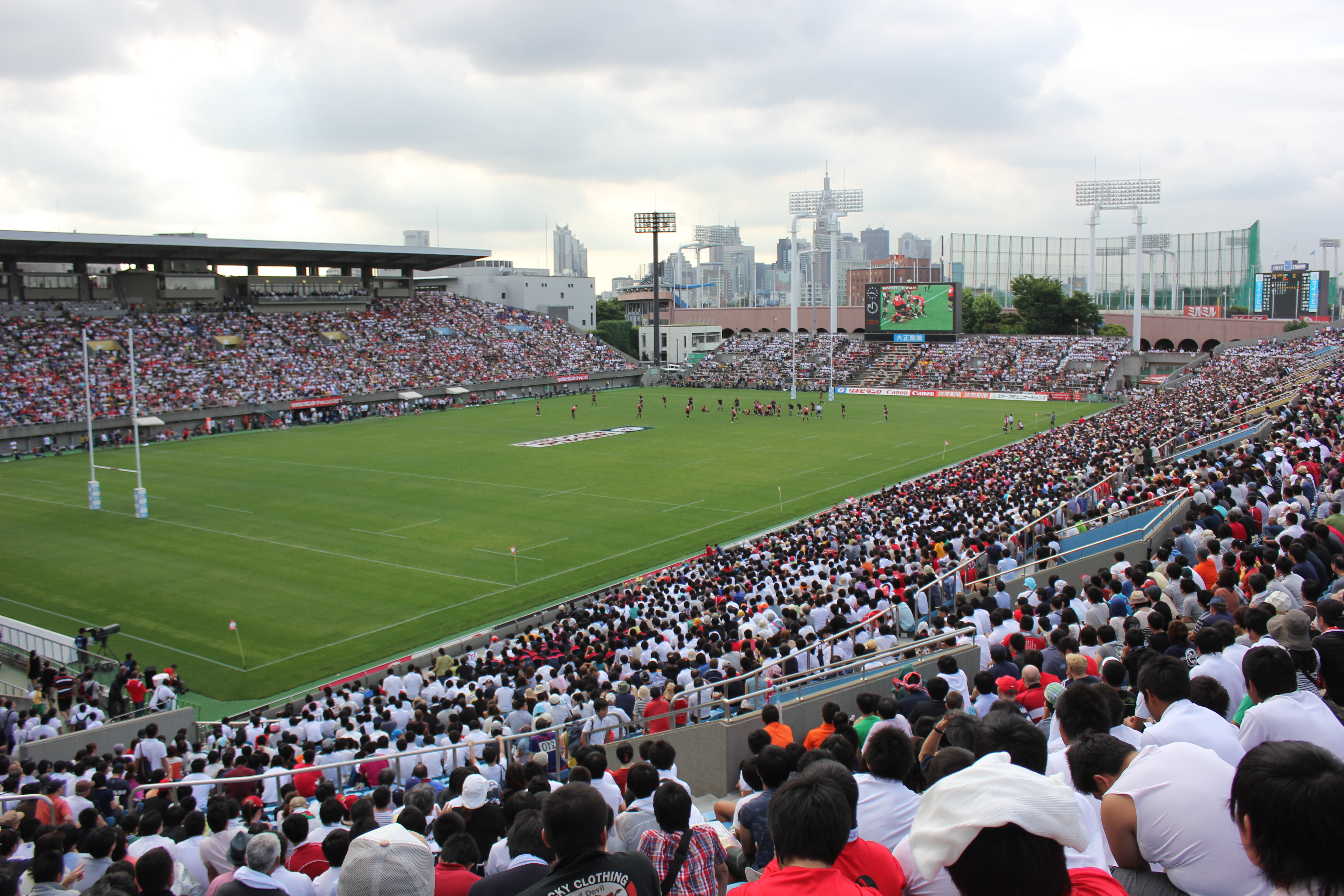
Heimspielstätte der Sunwolves, das Prinz-Chichibu-Stadion in Tokio.

Die Sunwolves (jap. サンウルブズ, Sanurubuzu; für dt. Sonnenwölfe) waren eine professionelle Rugby-Union-Mannschaft aus der japanischen Hauptstadt Tokio.

## Geschichte und Struktur
Die Mannschaft spielte seit der Saison 2016 in der internationalen Rugby-Union-Liga Super Rugby gegen andere professionelle Mannschaften aus Argentinien, Australien, Neuseeland und Südafrika. Sie repräsentierte dabei offiziell als Auswahlmannschaft die in der professionellen japanischen Rugby-Union-Liga Top League spielenden Vereine und den nationalen japanischen Rugby-Union-Verband, war jedoch nicht mit der japanischen Rugby-Union-Nationalmannschaft identisch.
Die Sunwolves starteten in einer Vorrundengruppe jeweils gegen sieben weitere Mannschaften, einer aus Argentinien und sechs aus Südafrika. Ihre Heimspiele trug die Mannschaft im Prinz-Chichibu-Stadion mit rund 30.000 Sitzplätzen in Tokio sowie zu besonderen Anlässen im Sports-Hub-Stadion mit etwa 55.000 Sitzplätze in Singapur aus.
2015 gegründet, war die Mannschaft als Franchise konzipiert. Ihre Bildung ging auf die Initiative zurück, die in der Südhemisphäre zwischen den Rugby-Union-Nationalmannschaften Australiens, Neuseelands und Südafrikas ausgetragenen Wettbewerbe um weitere Nationen zu erweitern. Bereits 2011 wurde in diesem Zuge das jährlich stattfindende Turnier Rugby Championship um die argentinische Rugby-Union-Nationalmannschaft erweitert. Vor der Saison 2019 erklärte das Management der Sunwolves deren Auflösung zum Ende der Saison 2020. Als Gründe gab man Finanzierungsprobleme und die gescheiterte Suche nach entsprechenden Sponsoren an. In Folge der COVID-19-Pandemie wurde die Auflösung schließlich bereits im Juni 2020 mit sofortiger Wirkung erklärt.
Um einen Namen für die Mannschaft zu kreieren, wurden über eine eigens ins Internet gestellte Website mehr als 3.300 Vorschläge gesammelt. Der gewählte Name der Mannschaft nahm Bezug auf den Ruf Japans als Land der aufgehenden Sonne, während der Wolf die Tapferkeit, die Stärke und den Kampfgeist der Mannschaft symbolisieren sollte. Als Slogan für die Sunwolves wählte man Break the Line.

## Spieler und Trainer

### Kader
Der Kader für die Saison 2019:

### Cheftrainer
- Mark Hammett (2016)
- Filo Tiatia (2017)
- Jamie Joseph (2018)
- Tony Brown (2019)
- Naoya Okubo (2020)

## Platzierungen
| Jahr | Spiele | Siege | Unent. | Ndlg. | Spiel- punkte | Diff. | Bonus- punkte | Tabellen- punkte | Platz | Playoffs |
| ---- | ------ | ----- | ------ | ----- | ------------- | ----- | ------------- | ---------------- | ----- | -------- |
| 2016 | 15     | 1     | 1      | 13    | 293:627       | – 334 | 3             | 9                | 18.   |          |
| 2017 | 15     | 2     | 0      | 13    | 315:671       | – 356 | 4             | 12               | 17.   |          |
| 2018 | 16     | 3     | 0      | 13    | 404:664       | – 260 | 2             | 14               | 15.   |          |
| 2019 | 16     | 2     | 0      | 14    | 294:584       | – 290 | 4             | 12               | 15.   |          |